# Noelle Maritz
Noelle Maritz (Newport Beach, 23 december 1995) is een voetbalspeelster uit Zwitserland. Ze speelt als verdediger voor Aston Villa WFC in de Super League.

## Clubcarrière
Maritz begon met voetballen op vierjarige leeftijd in haar geboorteplaats Newport Beach. Toen haar familie naar de oostkust van de Verenigde Staten verhuisde, maakte Maritz de overstap naar de Players Development Academy in New Jersey. Tot haar dertiende voetbalde ze in de Verenigde Staten totdat ze met haar familie verhuisde naar Zwitserland in de zomer van 2005.
In Zwitserland speelde Maritz voor de lokale club FC Amriswil in de D-Jeugd, voordat ze naar het toenmalige FC Staad verhuisde in de zomer van 2007. Tijdens haar tijd bij deze club werd ze voor het eerst opgenomen in Zwitserse jeugdselecties en trainde ze drie jaar in het trainingscentrum van de Zwitserse voetbalbond in Huttwil. Teghelijkertijd voetbalde Maritz voor FC Wil 1900 in jongensteams van -13, -14 en 15.
Hierna tekende Maritz bij FC Zürich haar eerste profcontract voorafgaande aan het seizoen 2011/12. Ze maakte haar debuut in de Super League op 6 augustus 2011 in een wedstrijd tegen SC Schwyz. Maritz speelde 28 competitiewedstrijden voor FC Zürich waarin ze een doelpunt maakte. Hierna maakte ze de overstap naar de Duitse topclub VfL Wolfsburg die in dat seizoen Duitse treble had gewonnen. Ze was voor de Duitse club de eerste aankoop van de zomer. Maritz liep zichzien tijdens een trainingskamp in Cyprus waarop de hoofdtrainer Ralf Kellerman de zeventienjarige Maritz de kans gaf. Op 20 mei 2013 tekende ze een profcontract in Wolfsburg. Maritz maakte haar debuut voor de Wölfinnen door in de basis te starten in  een 8-1 overwinning op VfL Sindelfingen.  In haar debuutseizoen kwam Maritz in 15 van de 22 competitiewedstrijden in de Bundesliga in actie en werd ze kampioen van de Bundesliga en won ze de Champions League.
Voorafgaande aan het seizoen 2020/21 maakte Maritz de overstap naar de Engelse topclub Arsenal WFC. Ze maakte haar debuut voor de club in de kwalificatieronde voor de UEFA Women's Champions League 2019/20 in een 2-1 nederlaag tegen PSG op 22 augustus 2020. Haar competitiedebuut volgde op 6 september 2020 door de volle negentig minuten te spelen tegen Reading FC. Maritz maakte op 16 mei 2021 twee doelpunten in een 9-0 overwinning op Crystal Palace in de FA Cup.
Op 6 januari 2024 tekende Maritz een twee en halfjarig contract bij competitiegenoot Aston Villa WFC met de optie voor nog een jaar. Ze maakte haar debuut voor de club uit Birmingham op 13 januari 2024 door in de basis te starten in een 3-0 nederlaag tegen Everton WFC in de FA Cup.

## Statistieken
| Seizoen | Club            | Land      | Competitie   | Wedstrijden | Doelpunten |
| ------- | --------------- | --------- | ------------ | ----------- | ---------- |
| 2013/14 | VfL Wolfsburg   | Duitsland | Bundesliga   | 15          | 0          |
| 2014/15 | VfL Wolfsburg   | Duitsland | Bundesliga   | 17          | 0          |
| 2015/16 | VfL Wolfsburg   | Duitsland | Bundesliga   | 10          | 0          |
| 2016/17 | VfL Wolfsburg   | Duitsland | Bundesliga   | 15          | 0          |
| 2017/18 | VfL Wolfsburg   | Duitsland | Bundesliga   | 18          | 1          |
| 2018/19 | VfL Wolfsburg   | Duitsland | Bundesliga   | 16          | 3          |
| 2019/20 | VfL Wolfsburg   | Duitsland | Bundesliga   | 18          | 3          |
| 2020/21 | Arsenal WFC     | Engeland  | Super League | 12          | 0          |
| 2021/22 | Arsenal WFC     | Engeland  | Super League | 19          | 0          |
| 2022/23 | Arsenal WFC     | Engeland  | Super League | 17          | 0          |
| 2023/24 | Arsenal WFC     | Engeland  | Super League | 8           | 0          |
| 2023/24 | Aston Villa WFC | Engeland  | Super League | 12          | 0          |
| 2024/25 | Aston Villa WFC | Engeland  | Super League | 12          | 0          |
| Totaal  | Totaal          | Totaal    | Totaal       | 189         | 7          |

Laatste update: 5 maart 2025

## Interlandcarrière
Maritz maakte haar debuut voor het Zwitserse nationale team in een wedstrijd tegen Canada tijdens de Cyprus Women's Cup 2013 op 6 maart 2013. Twee jaar later trad ze met haar land aan op het WK 2015, waarin Zwitserland mede door een 10-1 overwinning op Ecuador zich wist te plaatsen voor de knock-outfase. Maritz was opnieuw van de partij in de Zwitserse selectie op het EK 2017 in Nederland, waarin ze met haar land niet voorbij de groepsfase wist te geraken. In 2019 liep Zwitserland deelname aan het WK 2019 in Frankrijk mis door te verliezen tegen Nederland. Drie jaar later waren op het EK 2022 Wälti en haar land opnieuw van de partij, waarin opnieuw de groepsfase het eindstation was na een 1-4 nederlaag tegen Nederland.
In 2023 mocht Maritz met Zwitserland aantreden op het WK 2023. Zwitserland wist de achtste finales te halen waarin Spanje met 1-5 te sterk was. Maritz kwam alle wedstrijden van Zwitserland in actie op dit eindtoernooi.